# Lachnus inflatus
Lachnus inflatus är en insektsart som beskrevs av Shinji 1922. Lachnus inflatus ingår i släktet Lachnus och familjen långrörsbladlöss. Inga underarter finns listade i Catalogue of Life.